# 윌리엄 벤딕스

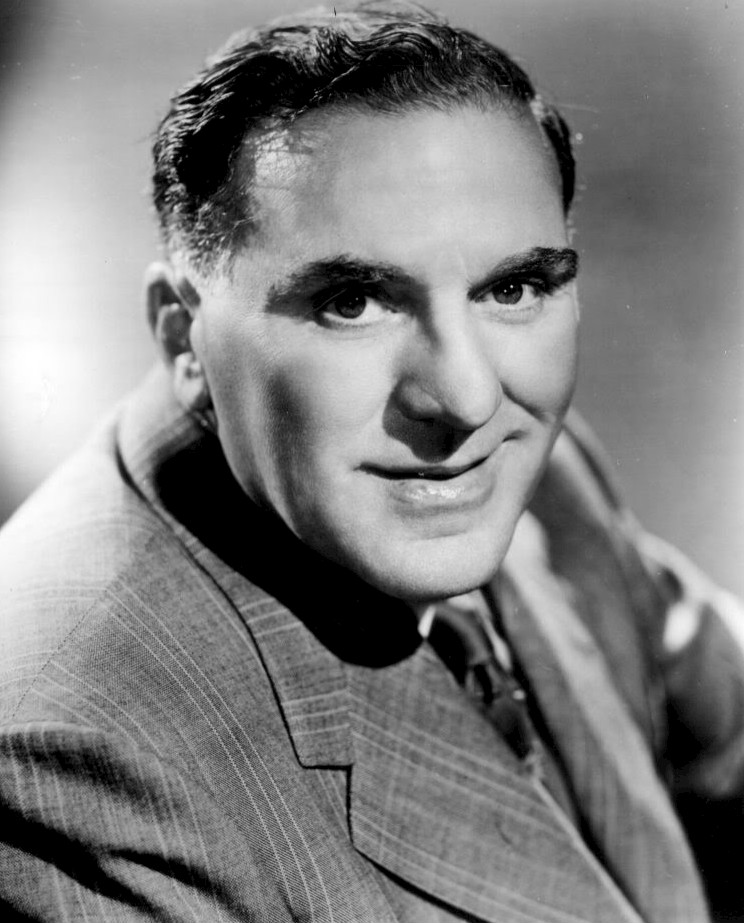

윌리엄 벤딕스(William Bendix, 1906년 1월 14일 ~ 1964년 12월 14일)는 미국의 희극 배우, 영화배우, 텔레비전 배우, 각본가이다.
뉴욕에서 태어났으며 로스앤젤레스에서 사망하였다. 사인은 폐렴이다.

## 영화
- 딥 식스 (1957년)
- 해적, 검은수염 (1952년) - 벤 워레이 역
- 마카오 (1952년)
- 형사 이야기 (1951년)
- 아더 왕궁의 코네티컷 양키 (1949년)
- 빅 스틸 (1949년)
- 캘커타 (1947년)
- 버라이어티 걸 (1947년)
- 아윌 비 유어스 (1947년)
- 다크 코너 (1946년)
- 블루 달리아 (1946년)
- 센티멘털 저니 (1946년)
- 선원으로서의 2년간 (1946년)
- 벨 포 아다노 (1945년)
- 그리니치 빌리지 (1944년)
- 구명 보트 (1944년)
- 과달카날 다이어리 (1943년)
- 더 글래스 키 (1942년) - 제프 역
- 스타 스팽글드 리듬 (1942년)
- 웨이크 아일랜드 (1942년)
- 여성의 해 (1942년)